# 斎場
斎場（さいじょう、ゆには）とは、
1. 儀式が行われる場所。特に神道において祭祀・儀式を行う場所を指す。
2. 現代の日本では、転じて主に葬儀を行う施設を指す。

## 原義と変化
斎場は宗教的儀礼、歴史的には神道における神事が営まれる場所などを指す。また、広く霊域の高い聖なる場所を意味する語として用いられることもある。
一般的には宗教的儀礼のうち、特に通夜、葬儀、告別式などを行う式場の意味で用いられる。いわゆる「葬儀会館」などの「葬儀関連用に供される建物」と定義されることもある。しかし、現代の日本では式場に火葬場を併設していることも多くなったため、昭和50年代半ば以降、こうした施設も「斎場」と呼ばれるようになり、さらに式場を併設しない火葬場も「斎場」と呼ばれるようになった。火葬場という呼称を回避した最初の例は、1937年（昭和12年）9月開設の「東京市公設瑞江葬儀所」とされる。しかし、「斎場」の本来の語義は式場の意であるとして、火葬場の読み替え呼称とすることに対して疑問とする見解もある。日本では火葬場の改築時や移転時に「火葬場」から新たに「斎場」や「斎苑」などの名称に変更する都市が多くなっているが、都市計画法や建築基準法などでは「斎場」ではなく「火葬場」を用いている。

## 備考
アメリカ合衆国では、宗教的な儀礼としての葬儀は、教会や葬儀社の建物内のチャペルなどで実施されることが多く、また現代では宗教的儀礼には出ず遺体と対面するvisitationにのみ参列する例も多くなっている。
韓国では、大学病院などの大規模な病院内に殯所と呼ばれる付属の斎場が設けられており、病院施設内で一元的に葬儀を行う事が可能となっている。韓国国内では高層マンションなどが普及して従来の自宅での葬儀が難しくなっている事や、病院で死を迎えることが多くなっている事も背景とされている。ただし、同所では火葬場の機能は有しておらず、出棺されて病院外の火葬場で火葬ないし土葬により埋葬されることとなる。